# Mamadou Sakho
Mamadou Sakho (* 13. Februar 1990 in Paris) ist ein französischer Fußballspieler, welcher zuletzt beim georgischen Erstligisten FC Torpedo Kutaissi unter Vertrag stand.

## Karriere

### Frühe Jahre
Sakho begann im Alter von sechs Jahren bei seinem Heimatverein Paris FC das Fußballspielen. 2002 wechselte er in die Jugendabteilung von Paris Saint-Germain. Sakho ist ursprünglich ein gelernter Stürmer, wurde aber beim PSG aufgrund eines Defensivspielermangels zum Verteidiger umfunktioniert.
Er hatte einige Anpassungsschwierigkeiten, da seine Trainer mit seinem sozialen Verhalten nicht zufrieden waren. Ihm drohte sogar der Rausschmiss aus der Jugendakademie. Erst nach vielen Gesprächen mit seinen Eltern und seinem damaligen U-13-Trainer fing Sakho an, sich komplett auf den Fußball zu konzentrieren. Im April 2005 schaffte er den Sprung in die regionale Jugendmannschaft der Region Île-de-France, mit dieser gewann er 2005/06 den Coupe Nationale. Im selben Jahr spielte er schon in der U-18-Jugendmannschaft, obwohl er drei Jahre jünger war als die meisten seiner Teamkameraden. Mit der U-18 gewann er die Championnat National.
Sakho spielte sechs Jahre lang im sogenannten Camp des Loges. Am 14. Februar 2007, einen Tag nach seinem 17. Geburtstag, wurde er erstmals bei den Profis eingesetzt. So absolvierte er in der Runde der letzten 32 des UEFA-Pokals 2006/07 gegen AEK Athen sein allererstes Profispiel. Der PSG siegte mit 2:0.

### Aufstieg beim PSG
Am 14. Juni 2007 unterschrieb Sakho seinen ersten Profivertrag, der auf drei Jahre datiert war. Mit seinen damals siebzehn Jahren gehörte er zum Aufgebot der ersten Mannschaft und bekam die Rückennummer drei. Sein erstes Spiel der Saison 2007/08 bestritt er am 26. September 2007 im Coupe de la Ligue, als der PSG mit 3:0 gegen den FC Lorient gewann. Er agierte in der Innenverteidigung zusammen mit dem erfahrenen Kolumbianer Mario Yepes. Sein Ligadebüt folgte einen knappen Monat später, am 20. Oktober beim 0:0-Unentschieden gegen den FC Valenciennes. Nachdem Kapitän Pauleta und sein Stellvertreter Sylvain Armand beide nicht in der Startaufstellung waren, bekam Sakho im Alter von siebzehn Jahren und acht Monaten die Kapitänsbinde und wurde zum jüngsten Kapitän aller Zeiten bei Paris Saint-Germain und in der Ligue 1 überhaupt. Im nächsten Spiel gegen Olympique Lyon war er ebenfalls Kapitän und bekam es dort mit dem aufstrebenden Jungtalent Hatem Ben Arfa zu tun. Trotz einer guten Vorstellung von Sakho erzielte Ben Arfa zwei Tore und sicherte Lyon damit den 3:2-Sieg über den PSG. Im folgenden Spiel gegen AS Nancy zog Sakho sich eine schwere Verletzung zu und fiel mehr als zwei Monate lang aus. Am 23. Februar 2008 gab er sein Comeback, als er beim 1:1-Unentschieden gegen AS Monaco die volle Spielzeit durchspielte. Am 29. März gewann er mit seiner Mannschaft 2:1 gegen den RC Lens und sicherte sich damit den Coupe de la Ligue 2008. Dies war sein erster Titel im Profifußball. Am Ende der Saison 2007/08 konnte er sechzehn Einsätze für sich verbuchen.
In der folgenden Saison absolvierte er 34 Ligaspiele und erreichte mit seiner Mannschaft den 2. Tabellenplatz. Außerdem erreichte das Team das Halbfinale des Coupe de la Ligue und des Coupe de France sowie das Viertelfinale beim UEFA-Pokal 2008/09. Am 30. Januar 2009 wurde aufgrund seiner konstanten, soliden Leistungen und mehrerer Transferanfragen aus dem Ausland sein Vertrag bis 2012 verlängert. Zwei Wochen später, einen Tag nach seinem 19. Geburtstag, erzielte Sakho sein erstes Ligator überhaupt, als er beim 2:1-Sieg gegen AS Saint-Étienne sein Team mit 1:0 in Führung brachte.
Die Saison 2009/10 startete er mit den beiden erfahreneren Sammy Traoré oder Zoumana Camara in der Innenverteidigung. Während der Saison wurde Sakho in eine Kontroverse verwickelt: Er hatte angeblich einen Journalisten der Le Parisien auf dem Trainingszentrum der PSG körperlich angegriffen. Vor dem Zwischenfall hatte Sakho wohl den Journalisten mit der Richtigkeit eines Artikels konfrontiert, der den Nachtklubbesuch vor dem Spiel gegen den FC Lorient für die schlechte Leistung und die dadurch resultierende Niederlage verantwortlich machte. Nach der Konfrontation soll er ihn beleidigt und dann geschlagen haben, bevor er flüchtete. Der Journalist, der anonym bleiben wollte, sowie die Zeitung selbst beschrieben das Handeln von Sakho als „unprofessionell“. PSG-Präsident Robin Leproux sowie Trainer Antoine Kombouaré entschuldigten sich für diesen Zwischenfall und auch Sakho entschuldigte sich beim Journalisten am Telefon.
Zum Beginn der Spielzeit 2010/11 hatte er mit Zoumana Camara einen festen Partner in der Verteidigung. Durch den Ausfall von Kapitän Claude Makélélé stand er während der Spielzeit der UEFA Europa League 2010/11 als Kapitän zur Verfügung. Mitte August 2010 nahm der Routinier Sylvain Armand den Platz von Camara in der Innenverteidigung ein. Am 11. September erzielte er sein erstes Saisontor beim 4:0-Sieg über den AC Arles-Avignon. In der Europa League führte er beim 5:4-Sieg nach zwei Spielen gegen Maccabi Tel Aviv seine Mannschaft zum Sieg und somit in die Gruppenphase. Dort traf man auf die Mannschaften Borussia Dortmund, FC Sevilla und Karpaty Lwiw. Nach drei Siegen und drei Unentschieden und dem damit verbundenen Gruppensieg erreichte der PSG die Runde der letzten 32. Dort sicherte man sich gegen BATE Baryssau nach einem 0:0 in Paris und dem 2:2 in Baryssau durch die Auswärtstorregel das Weiterkommen.

### Wechsel in die Premier League
Am 2. September 2013 wechselte Sakho am letzten Tag der Transferperiode in die Premier League zum FC Liverpool. Beim 4:1-Sieg über West Ham United am 15. Spieltag schoss Mamadou Sakho sein erstes Tor für die Reds.
Zwischen August 2017 und Juli 2021 stand Sakho bei Crystal Palace fest unter Vertrag. In der Rückrunde 2017 spielte er bereits leihweise für die Londoner.

### Rückkehr nach Frankreich
Zur Saison 2021/22 wechselte er dann zurück nach Frankreich, nunmehr zum HSC Montpellier.  Anfang November 2023 wurde sein Vertrag bei Montpellier nach einem tätlichen Streit mit Cheftrainer Michel Der Zakarian aufgelöst.

### Torpedo Kutaissi
Am 11. Juni 2024 unterschrieb Sakho einen Vertrag beim georgischen Erstligisten Torpedo Kutaissi.

### Falsche Dopingvorwürfe
Im April 2016 wurde bekannt gegeben, dass eine Dopingprobe vom 17. März 2016 positiv ausfiel. Diese lieferte den Hinweis auf die unerlaubte Anwendung eines Fatburners. Die UEFA verhängte eine vorläufige 30-tägige Sperre gegen ihn, bis eine endgültige Entscheidung getroffen sei. Auf die Öffnung der B-Probe hatte Sakho verzichtet. Am 8. Juli 2016 gab die UEFA bekannt, das Verfahren eingestellt zu haben, da sich die gefundene Substanz Higenamine nicht auf der Verbotsliste befand. Allerdings zählt Higenamine zur verbotenen Klasse S3 (Ephedrine). Die Welt-Anti-Doping-Agentur verzichtete trotzdem auf einen Einspruch gegen die Entscheidung, weil Sakho bereits eine einmonatige Sperre abgesessen hatte.
Sakho verklagte daraufhin die WADA wegen Verleumdung. Im November 2020 einigten sich beide Parteien nach einer Anhörung vor dem High Court of Justice. Die WADA entschuldigte sich für ihre Anschuldigen bei Sakho und nahm diese ausdrücklich zurück. So heißt es in einer Stellungnahme, dass Sakho „nicht gegen die Anti-Doping-Bestimmungen der UEFA verstoßen hat, nicht betrogen hat, keine Absicht hatte, sich einen Vorteil zu verschaffen, und in gutem Glauben gehandelt hat“. Sakho erhielt zudem eine Geldentschädigung und die Zusage der Übernahme seiner Klagekosten.

## Nationalmannschaft

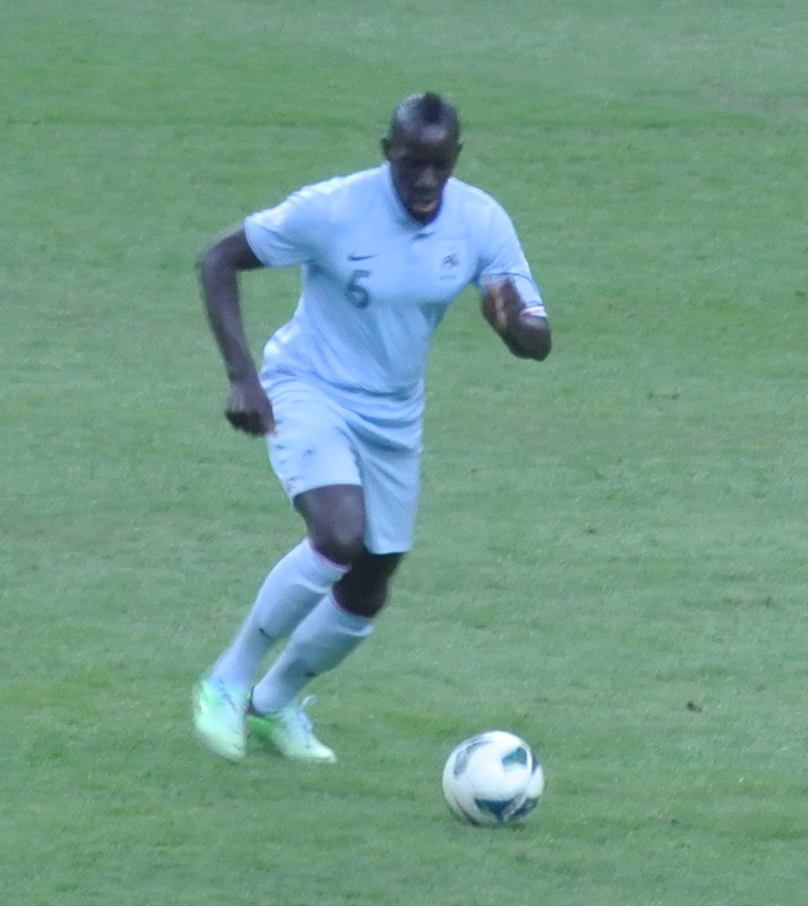
Sakho für Frankreich 2013

Sakho spielte für alle Jugendnationalmannschaften seines Heimatlandes. Bereits im Alter von 13 Jahren spielte er in der regionalen Jugendmannschaft der Region Île-de-France zusammen mit Spielern wie Yacine Brahimi (Stade Rennes), Tripy Makonda (Paris Saint-Germain) und Sébastien Corchia (Le Mans FC). Sein Debüt in der U-16 gab er am 21. März 2006 bei einem 3:1-Sieg über Deutschland. Sein einziges Tor bei der U-16 erzielte er beim 1:0-Sieg gegen England beim Turnier von Montaigu. Dieses gewann Frankreich, nachdem man Italien im Finale mit 2:1 schlug. Sein erstes Spiel für die U-17 bestritt er gegen Zypern bei einem internationalen Jugendturnier. Mitten in der Saison wurde Sakho von Trainer François Blaquart zum Kapitän bestimmt. Unter seiner Führung erreichte die U-17 bei der U-17-Fußball-Europameisterschaft 2007 den vierten Platz und später bei der U-17-Fußball-Weltmeisterschaft 2007 das Viertelfinale. Im Viertelfinale der U-17-Fußball-Weltmeisterschaft 2007 in Südkorea verlor man gegen Spanien mit 4:5 im Elfmeterschießen.
Wegen der erhöhten Anzahl von Pflichtspielen für seinen Verein absolvierte er nur vier Länderspiele für die U-18. Am 18. Dezember 2007 gab er gegen Portugal sein Debüt, es folgten zwei Freundschaftsspiele gegen Deutschland, wovon eines im Gazi-Stadion auf der Waldau, dem Stadion vom VfB Stuttgart II, stattfand.
Ähnlich wie bei der U-18 lief es auch bei der U-19: Zum einen Pflichtspiele für den Verein, zum anderen Berufungen in die U-21-Nationalmannschaft verhinderten mehr als nur vier Länderspieleinsätze. Trotz nur vier Einsätzen gehörte er zum Kader für die U-19-Fußball-Europameisterschaft 2009. Paris Saint-Germain gab ihm allerdings keine Freigabe, mit der Begründung, ihn schonen zu wollen, da er im selben Monat schon beim Turnier von Toulon für die U-21 mitgewirkt hatte.
Sein erstes Spiel für die U-21-Nationalmannschaft bestritt er am 19. August 2008 bei einem Freundschaftsspiel gegen die Slowakei. Beim Turnier von Toulon 2009 führte er zweimal seine Mannschaft als Kapitän aufs Feld und vertrat dabei Étienne Capoue. Am 8. September 2009 erzielte er beim U-21-Fußball-Europameisterschaft-2011-Qualifikationsspiel gegen die Ukraine sein erstes und einziges Tor für die U-21. Das Spiel endete 2:2-Unentschieden. Nachdem der damalige Kapitän Moussa Sissoko in die A-Nationalmannschaft berufen worden war, wurde Sakho Kapitän. Dies sollte er auch während der U-21-Fußball-Europameisterschaft 2011 bleiben.
Am 5. August 2010 wurde er vom damals neuen A-Trainer Laurent Blanc für das Freundschaftsspiel gegen Norwegen am 11. August nominiert. Zwar wurde er nicht eingesetzt, wurde aber auch für die Spiele in den Monaten September und Oktober nominiert. Am 17. November durfte er dann sein A-Länderspieldebüt geben, als er beim Freundschaftsspiel gegen England in der 46. Minute für Philippe Mexès eingewechselt wurde.
Am 19. November 2013 wurde Sakho im Rückspiel des Qualifikations-Playoffs zur Fußball-WM 2014 zum Helden, als er im Stade de France in seiner Heimatstadt Paris sowohl den 1:0 (22. Minute), als auch das entscheidende 3:0 (71. Minute) beim 3:0-Sieg über die Ukraine erzielte, wodurch sich Frankreich trotz einer 0:2-Niederlage im Hinspiel für die Fußball-Weltmeisterschaft 2014 qualifizierte.
Didier Deschamps berief Sakho am 13. Mai 2014 für den französischen Kader für die Fußball-Weltmeisterschaft 2014. Sakho gab sein WM-Debüt in der französischen Auftaktpartie gegen Honduras, die Frankreich 3:0 gewann. Im zweiten Spiel gegen die Schweiz musste Sakho nach 66 Minuten beim Stand von 3:0 für Frankreich verletzungsbedingt ausgewechselt werden, das Spiel endete 5:2 für Les Bleus. Er konnte jedoch im dritten Gruppenspiel beim 0:0 gegen Ecuador wieder über die volle Distanz spielen. Beim 2:0-Erfolg Frankreichs über Nigeria im Achtelfinale kam Sakho nicht zum Einsatz. Im Viertelfinale gegen Deutschland wurde Sakho in der 71. Minute ausgewechselt, Deutschland gewann mit 1:0.
Für die Fußball-Europameisterschaft 2016 in Frankreich wurde Sakho nicht berücksichtigt.
Nach mitunter herausragenden Leistungen in der Premier League spielte sich Sakho langsam zurück ins Blickfeld der Nationalmannschaft. Bei einer Umfrage einer französischen Zeitung, wen sich die Franzosen bei der Fußball-Weltmeisterschaft 2018 im französischen Kader wünschen würden, wählten trotz seiner zweijährigen Abstinenz mehr als die Hälfte aller Franzosen Sakho für das Team. Dennoch fand Sakho letztlich auch nach der Verletzung von Laurent Koscielny keine Berücksichtigung im 23er-Kader, da als Innenverteidiger neben den gesetzten Stammspielern Raphaël Varane und Samuel Umtiti auch noch Presnel Kimpembe und Adil Rami berufen wurden. Allerdings schaffte es Sakho überraschend auf die Liste der sogenannten Surveillants, den Ersatzspielern, die im Falle einer Verletzung in den Kader rücken würden.

## Titel und Erfolge
Paris Saint-Germain
- Coupe de la Ligue: 2008
- Coupe de France: 2010
- Ligue 1: 2012/13

Auszeichnungen
- Spieler des Monats der Ligue 1: April 2011

## Privates
Sakho wurde in Paris als Sohn senegalesischer Eltern geboren und war das vierte Kind von insgesamt sieben Kindern.
Am 17. Juni 2012 heiratete Sakho seine Partnerin Majda Sakho, mit der er drei gemeinsame Kinder hat, zwei Töchter (* 2013 Aida), (* 2015 Sienna) und einen Sohn (* 2018 Tidiane).
Er ist gemeinsam mit seiner Frau Gründer der Stiftung AMSAK.